# Стрибки у воду на Чемпіонаті Європи з водних видів спорту 2018 — синхронна вишка, 10 метрів (жінки)
Змагання зі синхронних стрибків у воду з вишки серед жінок на Чемпіонаті Європи з водних видів спорту 2018 відбулись 7 серпня.

## Результат[1]
| Місце | Країна          | Спортсмени                       |        |
| Місце | Країна          | Спортсмени                       | Очки   |
| ----- | --------------- | -------------------------------- | ------ |
| 1     | Велика Британія | Еден Чен Лоіс Тулсон             | 289.74 |
| 2     | Росія           | Катерина Беляєва Юлія Тимошиніна | 288.60 |
| 3     | Німеччина       | Марія Курйо Елена Вассен         | 284.64 |
| 4     | Італія          | Ноемі Баткі Чіара Пеллакані      | 276.60 |
| 5     | Україна         | Валерія Люлько Софія Лискун      | 263.28 |
| 6     | Норвегія        | Анн Туксен Гелле Туксен          | 240.96 |
| 7     | Швеція          | Еллен Ек Ізабелль Свантессон     | 214.65 |